# Bronzare

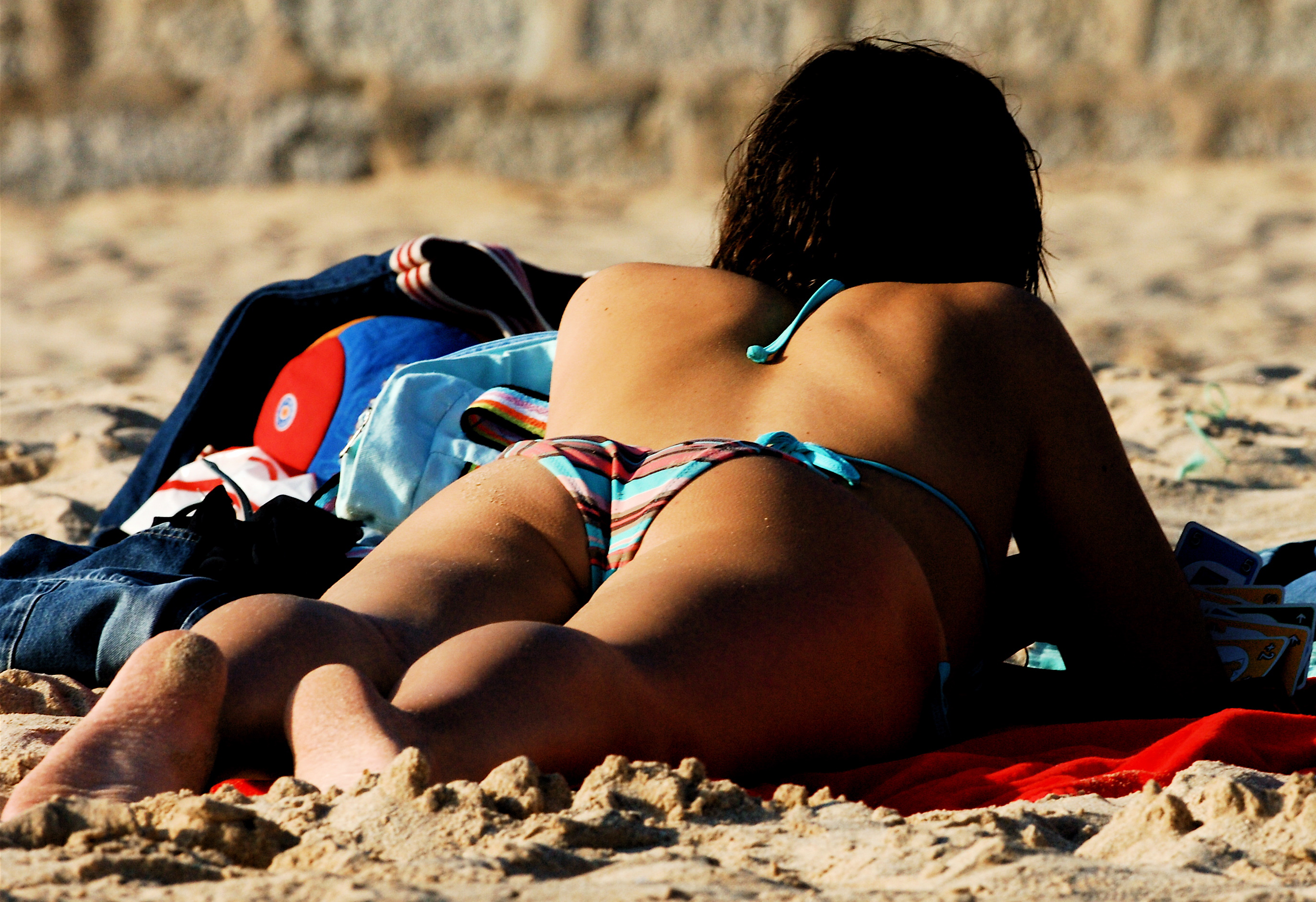
Femeie bronzându-se pe o plajă din Portugalia

Bronzarea este un proces în care culoarea pielii se schimbă, respectiv, se închide la culoare. Este cel mai adesea rezultatul unei expuneri la radiațiile ultraviolete (UV) produse de soare sau de altă formă artificială, cum ar fi lămpile pentru bronzare. 
Unele persoane stau în mod intenționat în lumina soarelui pentru a se bronza. Este considerată o activitate recreațională de cele mai multe persoane. 
Unii preferă produse care produc efectul de bronzare, fără ajutorul soarelui. Aceste produse se numesc produse autobronzante. 
Expunerea moderată la soare ajută la producerea de melanină și de vitamina D. Dar expunerea pentru un timp îndelungat are efecte negative asupra sănătății, ca de exemplu arsurile solare, creșterea riscului de cancer și accelerarea îmbătrânirii pielii. Unii se bronzează sau se ard mai mult decât alții, depinzând de anumiți factori (culoarea pielii, utilizarea cremei de protecție etc.)

## Aspecte de sănătate

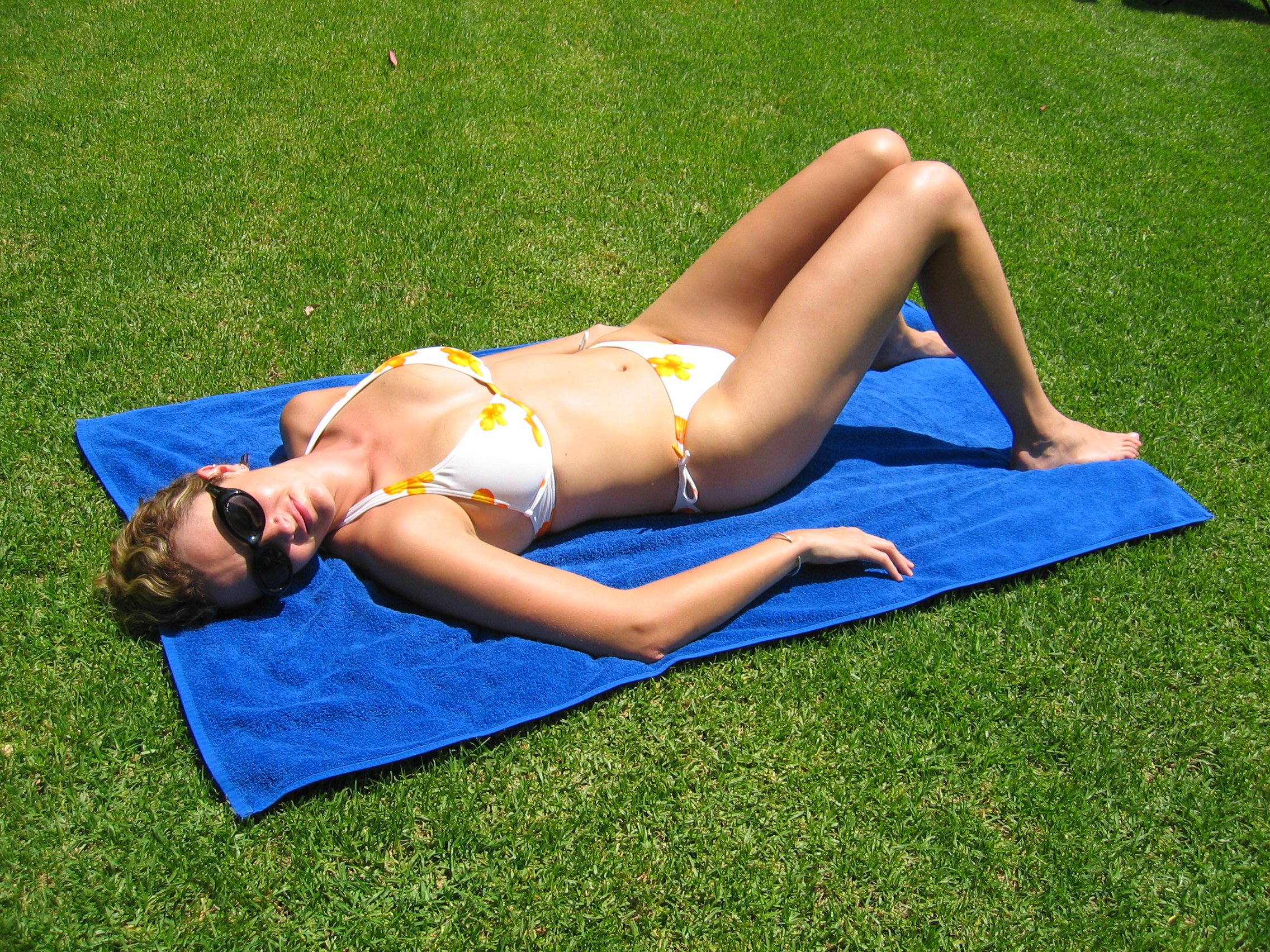
În ciuda riscului mulți se bronzează fără măsură, având în vedere că bronzul face pielea sănătoasă și atractivă

Cel mai frecvent risc de expunere la radiații ultraviolete este arsurile solare, a căror viteză și severitate variază în rândul persoanelor. Acest lucru poate fi atenuat cel puțin într-o oarecare măsură prin aplicarea prealabilă a unui produs de protecție solară adecvată, care va împiedica, de asemenea, procesul de bronzre  datorită blocării luminii UV.
Este cunoscut faptul că supraexpunerea la radiații ultraviolete provoacă cancer de piele, face ca vârsta pielii și ridurile să apară mai repede, mută ADN și afectează sistemul imunitar. Folosirea patului de bronzare (solarul sau bronzarea artificială) frecventă triplează riscul de apariție a melanomului, cea mai mortală formă de cancer de piele, potrivit unui studiu din 2010. Studiul sugerează că, riscul de melanom este legat mai mult de expunerea totală, decât de vârsta la care o persoană utilizează mai întâi un pat de bronzare. Agenția Internațională pentru Cercetare a Cancerului pune utilizarea paturilor de bronzare în categoria cea mai înaltă de risc pentru cancer, caracterizându-le ca fiind cancerigene pentru oameni, chiar dacă sunt utilizate așa cum se recomandă.
Astăzi, se știe că insolația excesivă reduce fertilitatea la femei, iar la bărbați poate provoca infertilitate pe termen scurt (pentru câteva zile). În plus, pasiunea pentru bronzare duce la o asemenea boală ca tanorexia.
Soarele, în general afectează în mod negativ starea pielii, provocând evaporarea rapidă a umidității din celulele nu numai ale straturilor superioare, dar și a celor adânci, perturbând echilibrul lipidic al epidermei. Ca urmare, elasticitatea pielii scade, ceea ce provoacă apariția ridurilor.
Lubrifierea pielii cu uleiuri vegetale grase (nuc, piersic etc.) pentru bronzarea rapidă îl protejează de uscare și într-o anumită măsură de arsuri.
În același timp, unele componente de uleiuri esențiale (bergamot, portocale și alte fructe citrice), suc de hogweed, pătrunjel și alte plante provoacă arsuri ale pielii, cu fototoxicitate.

## Acțiunea razelor ultraviolete
Prima fază a arsurilor solare este eritemul fiziologic ușor. Apoi, pielea se întunecă treptat, «dobândind un bronz».
Cu o supradoză, se produce arsuri în loc de bronzare. Cu arsuri solare există un sentiment fals de frig (cunoscut ca frisoane).

## Bronz artificial
Există modalități alternative de a obține un bronz: agenți de colorare pe bază de dihidroxiacetonă și bronzeri.
Multe produse de bronzare sunt disponibile sub formă de creme, geluri, loțiuni și spray-uri care se aplică pe piele. Există de asemenea un bronz instant sau "solar" oferit de stațiuni, saloane.